# Gulyáskommunizmus
Gulyáskommunizmusnak vagy gulyásszocializmusnak a Kádár-korszak Magyarországára az 1960-as évektől jellemző szociálpolitikai paradigmát nevezik. A kifejezés arra reflektál, hogy az országot általános jólét és váltakozó mértékű, de folyamatos társadalmi-gazdasági fejlődés jellemezte. Kádár János értelmezésében azok, akik nem vagy alig konfrontálódtak a hatalommal, nyugodtan élhették mindennapjaikat akár egy tányér gulyásleves, mint jellegzetes magyar étel felett is. Az országban számos progresszív fejlesztés mellett a kultúrpolitika is viszonylag szabaddá vált: sokak szerint a hazai kultúra ekkor élte egyik, számos szempontból addig példátlan fénykorát. E korszakot nevezik még fridzsiderszocializmusnak a háztartások gépesítése okán vagy egyszerűen az országot akkor vezető Kádár János nevére utalva kádárizmusként is hivatkoznak rá.

## Története
Magyarországon az 1960-as évek elejétől – miután befejeződött az 1956-os forradalom leverése utáni megtorlások időszaka – a magyar társadalom életmódja gyökeresen átalakult. A társadalom modernizálódott, a kiszámítható kispolgári életmód már széles rétegeknek jelentett biztos egzisztenciát. Az élelmiszerhiány megszűnt, arányaiban olcsón lehetett élelemhez jutni. A háztáji gazdaságok, a „maszek” (magánszektor), a „fusi” (hivatalos munkaidő utáni mellékes kereset), a hobbikertek lekötötték a felszabaduló munkaidőt. Eleinte a karrier kulcsát a rendszerhűség (párttagság) jelentette, később a „második gazdaságban” tevékenykedők is növelhették a jövedelmüket. Növekedett a külföldre utazó turisták száma, bár többnyire csak a szocialista országokba. Modernizálódtak a háztartások („frizsiderszocializmus”). Megindult a motorizáció, egyre több személyautó került az országba. A nyugati sajtó szerint Magyarország volt ekkor a „legvidámabb barakk” a szocialista „lágerben”. Az alapvető fogyasztási cikkekre központilag meghatározott árakat, ingyenes oktatást, alanyi jogon járó társadalombiztosítást és szintén alanyi jogon járó, olcsó lakhatást nyújtott az állam. Kórházak, rendelők, iskolák és lakótelepek tömege épült. A politikailag megbízhatóak számára a felsőoktatás is elérhetővé vált osztályhelyzettől függetlenül.
A legvidámabb barakk, a gulyáskommunizmus „politikai” eredete a kommunista vezetés bizonytalanságérzése, mert az 1956-os forradalom nagy tanulságának azt tartották, hogy nem szabad az életszínvonalat csökkenteni, jobb ha az egyszerű kisembert élni és boldogulni hagyják, mert addig sem az alapvetően diktatórikus rendszer ellen tevékenykedik, emiatt lényeges volt a kommunista országokhoz képest viszonylag magas életszínvonal fenntartása. A nyilvános politikai beszédben ennél általánosabb, azaz ideológiai alapokra volt szükség. Így lett a legvidámabb barakk, a gulyáskommunizmus „ideológiai” gyökere:

„Aki nincs ellenünk, az velünk van.”

„Nem azért építünk szocialista társadalmat, mert van marxizmus-leninizmus, amely azt előírja, vagy mert van párt, s annak valahova vezetnie kell a népet, hanem fordítva: azért kell nekünk felépítenünk a szocialista társadalmat, mert ez biztosítja az emberek jobb életét, a haza és a nemzet virágzását. A nép annak alapján ítél, hogyan fejlődik a népgazdaság és a kultúra, mert életét az érinti legközvetlenebbül.”

– Kádár János a Hazafias Népfront kongresszusán, 1961. december 8-án.

Ez a jelmondattá váló szólam amúgy Méray Tibor írótól származott, aki másfél hónappal korábban, a főleg az 1956-os forradalom után külföldre emigrált magyaroknak íródó Irodalmi Újság 1961. október 23-án megjelent, a forradalom ötéves évfordulója kapcsán főleg a forradalommal kapcsolatos cikkeket megjelentető számában Csodatevők vagy egyszerű emberek című írásában jegyezte meg: 

„Rákosi idejében a párt alapgondolata az volt: »Aki nincs velem, az ellenem van«; ma inkább ez: »Aki nincs ellenem, az velem van«.”

A gulyáskommunizmus sokat segített Kádár János megítélésén is, akinek viszonylag gyorsan elfelejtették az 1956-os forradalom leverését, és egyfajta „jó királlyá” vált a nép szemében. A legvidámabb barakk, a gulyáskommunizmus legalapvetőbb eredménye az első számú vezető szerint:

„Nálunk az embernek ember általi kizsákmányolása megszűnt.

Kizsákmányoló osztályok megszűntek.

Nálunk osztályok még vannak,

de ezek valamennyien dolgozó osztályok,

és az osztályok között kibékíthetetlen ellentmondások nincsenek.”

– részlet Kádár János beszédéből az MSZMP XIII. kongresszusán, 1985. márciusban

1989-ig diszkréten titkolták, hogy a gulyáskommunizmus (mű)jóléti rendszerének fenntartása a KGST támogatásának elapadása után, 1973-tól már csak az ország államadósságát fokozatosan növelő nyugati hitelek révén volt lehetséges. A világgazdaságot meghatározó globalizáció új folyamatai az 1970-es évektől kezdődően egy gazdasági paradigmaváltás hatására, amelynek eredete az 1973-as és 1979-es olajválság volt, az állandósult gazdasági, technológiai, pénzügyi és katonai versenyre kényszerített szocialista újratermelődési modell szerint berendezkedett kommunista országokat felmorzsolták. A második világháború után a hidegháború elején kiépült nagyhatalmi-katonai status quo megkérdőjeleződött, a szovjet birodalom a kapitalista nagyhatalmak jóvoltából békésen összeomlott, és Magyarország – a többi kelet-közép-európai néphez hasonlóan – visszanyerte viszonylagos függetlenségét.
A rendszerváltás után egyfajta nosztalgia alakult ki a gulyáskommunizmus évtizedeivel kapcsolatban, mivel a megváltozott kapitalista berendezkedés sok munkásosztálybeli, jellemzően alacsony iskolázottságú vagy fizikai munkát végző ember stabil megélhetését szüntette meg vagy tette bizonytalanná, akik a rendszerváltás előtt biztonságos egzisztenciális körülményeket tudhattak magukénak. Ezzel azonban nem érzik arányosnak pusztán azt a jogot, hogy négyévente szavazhatnak az aktuális politikai elit szereplőinek vezetői pozícióiról.